# Totò terzo uomo
Pour plus de détails, voir Fiche technique et Distribution.
Totò terzo uomo est un film italien réalisé par Mario Mattoli et sorti en 1951

## Synopsis
Dans un petit village vivent Pietro et Paolo, deux frères jumeaux de caractères opposés ; Pietro, maire du village, est bourru, précis, pointilleux et ne laisse jamais sa femme parler ;  son frère  Paolo totalement différent de, aime la belle vie et les belles femmes, comme la femme du propriétaire Oreste au détriment de sa femme. La diatribe entre les deux frères affecte tout le pays, parce que la construction de la nouvelle prison, qui donnera du travail à tous, s'élèvera sur des terres appartenant à Paolo ; Piero refuse de réaliser la transaction avec son frère, car il a peur que cela fasse du favoritisme à son frère, bloquant ainsi le début des travaux.
Il existe un troisième frère jumeau, Totò , qui est en prison pour escroquerie. De retour en liberté il tente de se faire passer pour Pietro, signe à sa place l'acte de vente et essaie de récupérer l'argent de la vente du terrain.

## Fiche technique
- Titre : Totò terzo uomo
- Réalisation : Mario Mattoli
- Sujet : Mario Pelosi
- Scénario : Agenore Incrocci, Marcello Marchesi, Vittorio Metz
- Photographie : Tonino Delli Colli
- Décors : Alberto Boccianti
- Musique : Armando Fragna
- Montage : Giuliana Attenti
- Production : Ponti-De Laurentis, Rome
- Durée : 95 min
- Genre : Comédie
- Pays de production :  Italie
- Année : 1951

## Distribution
- Totò : Pietro-Paolo-Totò [2]
- Franca Marzi : Caterina
- Elli Parvo : Teresa
- Carlo Campanini : Oreste
- Aroldo Tieri : Anacleto
- Alberto Sorrentino : Giovannino
- Mario Castellani : Mario
- Fulvia Mammi : Anna
- Carlo Romano : Buttafava
- Ada Dondini : grand-mère de Giacometto
- Diana Dei : Clara
- Ughetto Bertucci : Ughetto
- Guglielmo Inglese :
- Enzo Garinei : secrétaire  Cicognetti
- Bice Valori : épouse de Piero
- Pina Gallini :
- Aldo Giuffré : avocat
- Franco Pastorino : Giacemetto